# Entropie de Tsallis
Pour les articles homonymes, voir Entropie.
L'entropie de Tsallis ou entropie de Tsallis-Havrda-Charvát est une généralisation de l'entropie classique de Boltzmann et Gibbs destinée aux systèmes non-extensifs. Elle a été introduite par Constantino Tsallis en 1988. Jan Havrda et František Charvát l'avaient introduite en théorie de l'information en 1967, comme généralisation de l'entropie de Shannon.

## Définition
Étant donné un ensemble discret de probabilités {\displaystyle \{p_{i}\}} avec la condition de normalisation {\displaystyle \sum _{i}p_{i}=1}, et {\displaystyle q} un nombre réel, l'entropie de Tsallis est définie par
{\displaystyle S_{q}({p_{i}})={\frac {k}{q-1}}\left(1-\sum _{i}p_{i}^{q}\right)\,,\quad q\neq 1}
où {\displaystyle q} est un paramètre parfois appelé indice entropique et {\displaystyle k} une constante positive.
Dans la limite {\displaystyle q\to 1} on récupère l'entropie usuelle de Boltzmann, à savoir
{\displaystyle S_{\text{BG}}=S_{1}(p)=-k\sum _{i}p_{i}\ln p_{i}}
où l'on identifie {\displaystyle k} à la constante de Boltzmann {\displaystyle k_{B}}.
Si {\displaystyle \Omega } est le nombre d'états possibles du système d'équiprobabilité {\displaystyle p_{i}=1/\Omega } on généralise l'expression de Boltzmann
{\displaystyle S_{q}(\Omega )={\frac {k}{1-q}}{\frac {\Omega ^{1-q}}{1-q}}=k\log _{q}\Omega }
où {\displaystyle \log _{q}(x)={\frac {x^{1-q}-1}{1-q}}} est le q-logarithme, fonction inverse de la q-exponentielle {\displaystyle e_{q}(x)=\max\{[1+(1-q)x]^{\frac {1}{1-q}},0\}}. On a donc {\displaystyle \log _{q}[e_{q}(x)]=e_{q}[\log _{q}(x)]=x}.
Pour les distributions de probabilité continues, on définit l'entropie comme
{\displaystyle S_{q}(p)={1 \over q-1}\left(1-\int p^{q}\,dx\right),}
où {\displaystyle p(x)} est une densité de probabilité.

## Non-additivité
Soit deux systèmes indépendants A et B, pour lesquels la densité de probabilité conjointe satisfait
{\displaystyle p(A,B)=p(A)p(B)}
L'entropie de Tsallis de ce système satisfait
{\displaystyle S_{q}(A,B)=S_{q}(A)+S_{q}(B)+(1-q)S_{q}(A)S_{q}(B)}
Cette propriété est parfois appelée « pseudo-additivité ».
D'après ce résultat, il est évident que le paramètre {\displaystyle |1-q|} est une mesure de l'écart par rapport à l'additivité. À la limite, lorsque q = 1
{\displaystyle S(A,B)=S(A)+S(B)}
équation qui définit un système additif.

## Convexité
On montre que {\displaystyle S_{q}} est concave pour {\displaystyle q>0} et convexe pour {\displaystyle q<0}.
On peut, comme pour l'entropie de Boltzmann rechercher un maximum ({\displaystyle q>0}) ou un minimum ({\displaystyle q<0}) en utilisant la distribution suivante
{\displaystyle p_{i}={\frac {e_{q}(-\beta E_{i})}{\sum _{j=1}^{\Omega }e_{q}(-\beta E_{j})}}}
où {\displaystyle E_{i}} est l'énergie du i-ième niveau microscopique et {\displaystyle \beta } une valeur qui, dans la réduction {\displaystyle q=1} est {\displaystyle (k_{B}T)^{-1}}, T étant la température. {\displaystyle e_{q}} est la q-exponentielle.
Ainsi le principe d'entropie maximale permet de dériver les distributions de Tsallis comme la distribution q-exponentielle.

## Familles exponentielles
De nombreuses distributions courantes comme la distribution normale appartiennent aux familles exponentielles statistiques. L'entropie de Tsallis pour une famille exponentielle s'écrit 
{\displaystyle H_{q}^{T}(p_{F}(x;\theta ))={\frac {1}{1-q}}\left((e^{F(q\theta )-qF(\theta )})e_{p}[e^{(q-1)k(x)}]-1\right)}
où F est le log-normalisateur et k le terme indiquant la mesure de la porteuse. Pour la loi normale multidimensionnelle le terme k est nul, et donc l'entropie de Tsallis est explicite.

## Applications
L'approche de Tsallis concerne :
- les problèmes stationnaires ou métastables décrits par une q-exponentielle caractérisée par la valeur {\displaystyle q_{stat}} ;
- dont la sensibilité aux conditions initiales est celle de cette fonction (« chaos faible ») avec le paramètre {\displaystyle q_{sens}} ;
- dont les variables macroscopiques associées présentent une relaxation vers l'état stationnaire représenté par cette fonction pour le paramètre {\displaystyle q_{rel}}.

L'ensemble des trois valeurs {\displaystyle q_{stat},q_{sens},q_{rel}} est appelé triplet de Tsallis ou q-triplet.
Dans la littérature scientifique, la pertinence physique de l'entropie de Tsallis a été débattue,,. Cependant, à partir des années 2000, un spectre de plus en plus large de systèmes complexes naturels, artificiels et sociaux a été identifié qui confirme les prédictions de cette théorie,.
Parmi les diverses vérifications et applications expérimentales actuellement disponibles dans la littérature, on peut noter :
1. la distribution caractérisant le mouvement des atomes froids dans les réseaux de diffraction dissipatifs prédite en 2003[11] et observée en 2006[12] ;
2. les fluctuations du champ magnétique dans le vent solaire ont permis le calcul du q-triplet[13] ;
3. la distributions de vitesse dans un plasma poussiéreux dissipatif entraîné[14] ;
4. la relaxation du verre de spin[15] ;
5. l'ion piégé interagissant avec un gaz neutre classique[16] ;
6. les expériences de collisions à haute énergie au LHC/CERN (détecteurs CMS, ATLAS et ALICE)[17],[18] et au RHIC/Brookhaven (détecteurs STAR et PHENIX )[19].

Parmi les différents résultats théoriques disponibles qui clarifient les conditions physiques dans lesquelles s'appliquent l'entropie de Tsallis et les statistiques associées, on peut sélectionner les suivants :
1. la diffusion anormale[20],[21] ;
2. le théorème d'unicité pour l'entropie de Tsallis[22] ;
3. la sensibilité aux conditions initiales et production d'entropie à la limite du chaos[23],[24] ;
4. l'ensemble de probabilités qui rendent l'entropie de Tsallis non additive extensive au sens thermodynamique[25] ;
5. les systèmes quantiques intriqués et la thermodynamique fortement liée[26] ;
6. la thermostatistique du mouvement suramorti des particules en interaction[27],[28] ;
7. les généralisations non linéaires des équations de Schrödinger, de Klein-Gordon et de Dirac[29] ;
8. le calcul de l'entropie des trous noirs[30].

## Entropies généralisées
Plusieurs systèmes physiques respectent des fonctionnelles entropiques qui sont plus générales que l'entropie de Tsallis. Plusieurs généralisations ont été introduites. Les deux plus générales sont les superstatistiques, introduites par Christian Beck et Ezechiel Cohen en 2003 et les statistiques spectrales, introduites par Georgios Artemios Tsekouras et Constantino Tsallis en 2005. Ces deux formes entropiques ont les statistiques de Tsallis comme cas particuliers. Les statistiques spectrales sont plus générales que les superstatistiques et incluent celles-ci.